# Lukas Weißhaidinger
Lukas Weißhaidinger (Schärding, 20 de febrero de 1992) es un deportista austríaco que compite en atletismo, especialista en la prueba de lanzamiento de disco.
Participó en dos Juegos Olímpicos de Verano, obteniendo una medalla de bronce en Tokio 2020, en el lanzamiento de disco, y el sexto lugar en Río de Janeiro 2016, en la misma prueba.
Ganó una medalla de bronce en el Campeonato Mundial de Atletismo de 2019 y dos medallas en el Campeonato Europeo de Atletismo, en los años 2018 y 2024.

## Palmarés internacional
| Juegos Olímpicos   | Juegos Olímpicos  | Juegos Olímpicos  | Juegos Olímpicos |
| Año                | Lugar             | Medalla           | Prueba           |
| ------------------ | ----------------- | ----------------- | ---------------- |
| 2020               | Tokio (Japón)     | Medalla de bronce | Disco            |
| Campeonato Mundial |                   |                   |                  |
| Año                | Lugar             | Medalla           | Prueba           |
| 2019               | Doha (Catar)      | Medalla de bronce | Disco            |
| Campeonato Europeo |                   |                   |                  |
| Año                | Lugar             | Medalla           | Prueba           |
| 2018               | Berlín (Alemania) | Medalla de bronce | Disco            |
| 2024               | Roma (Italia)     | Medalla de plata  | Disco            |